# RTL Nederland
L'RTL Nederland és un canal de televisió neerlandès, filial de l'RTL Group. Inicialment el canal es deia RTL Véronique SA fins que va adoptar el nom d'RTL 4 al 1996 i finalment esdevé propietat del group Holland Media Groep SA. L'any 2004 se'l reanomena RTL Nederland. El 26 de juny del 2007 se signa un acord amb la societat John de Mol que n'adquireix l'estació de ràdio, Radio 538 i els actius televisius. Des del 2012, però, el canal queda en mans de l'RTL Group qui el compra amb un 100% del capital. A partir d'aquí el canal produeix programes per a diferents canals del mateix grup però destinats a públics europeus diversos, com el luxemburguès.

## Canals
RTL 4 és un canal de televisió generalista que difon programes a escala internacional, tot i adreçar-se a un públic neerlandès. El canal és l'obra dels dirigents d'RTL Véronique, el nom amb el qual es coneixia anteriorment l'RTL Nederland. L'any 1989, així doncs, Ruud Hendriks, Lex Harding i altres dirigients, decideixen crear tres canals de televisió neerlandesos, entre els quals RTL 4. Això comporta una reestructuració de l'empresa d'arrel qui va mutant fins a emetre cap al 95% del territori.
RTL 5 és un canal generalista que difon programes a escala internacional, tot i adreçar-se a un públic neerlandès. El canal és l'obra dels dirigents d'RTL Véronique, el nom amb el qual es coneixia anteriorment l'RTL Nederland. En un principi el canal emetia programes d'esport, per així deixar el lloc de generalista a l'RTL 4. Però l'any 2005 RTL Nederland decideix reemplaçar l'anterior cadena que tenia, en una òptica de reestructuració, Yorin per RTL 7. Això implia també una redirecció dels altres canals del grup, com ara l'RTL 5, qui passa a ser un complement de l'RTL 4 des del 12 d'agost del 2005.
RTL 8 és un canal generalista que difon programes a escala internacional, tot i adreçar-se a un públic neerlandès. El canal és l'obra dels dirigents d'RTL Véronique, el nom amb el qual es coneixia anteriorment l'RTL Nederland. El canal és en realitat una remodelació de l'anterior Tien. Però l'any 2005 RTL Nederland decideix reemplaçar els canals que adquireix del grup John de Mol, fet que implica reestructurar o canviar de nom canals com Yorin per RTL 7.